# Уисбийч
Уисбийч (на английски: Wisbech) е град в община Фенланд, област Кеймбриджшър – Източна Англия. Населението на града към 2001 година е 26 536 жители.

## География
Уисбийч е разположен по поречието на река Нен, в крайните североизточни части на графството в непосредствена близост до границата с област Норфолк. Главният град на графството – Кеймбридж, отстои на около 50 километра в южна посока. Другият голям обществен център в областта – Питърбъро, е разположен на около 28 километра западно от Уисбийч.
На 20 километра североизточно от града се намира крайбрежието по най-вътрешната част на залива Уош към Северно море.

## Демография
Изменение на населението за период от две десетилетия 1981 – 2001 година:
| година    | 1981   | 1991   | 2001   |
| --------- | ------ | ------ | ------ |
| население | 22 932 | 24 981 | 26 536 |